# Antonin Moine
Antoine Marie Moine, dit Antonin Moine, né le 29 juin 1796 à Saint-Étienne et mort le 18 mars 1849 à Paris, est un sculpteur, peintre et lithographe romantique français.

## Biographie
Antonin Moine entre à l'École des beaux-arts de Paris le 13 septembre 1817, où il est élève d'Anne-Louis Girodet et d'Antoine-Jean Gros. Peintre de paysage et de sujets mythologiques, il connaît la notoriété au Salon de 1831 en exposant des sculptures romantiques. Théophile Gautier loue la nouveauté de son art : « les hardies et heureuses modifications que Géricault et Delacroix ont apportées dans la peinture, Moine les a introduites dans la sculpture ». Il réalise des bustes qui frappèrent les critiques de l'époque par leur fraîcheur et leur vie. Moine se dégage du discours néo-classique par une démarche historiciste — le retour au Moyen Âge ou à la Renaissance, le retour au « naturel », deviennent signes de la modernité — mais aussi par une volonté d'exprimer le modelé du peintre et du pastelliste.
En 1836, Moine présente deux figures colossales destinées à flanquer un des bénitiers de l'église de la Madeleine à Paris ; ce projet est abandonné et il réalise à la place en 1840 deux bénitiers plus modestes portant des anges au canon allongé dans un style caractéristique de la fin du gothique. En 1837, il signe un contrat avec les frères Susse, « éditeurs-papetiers » qui popularisent la sculpture de réduction dans les intérieurs bourgeois. Ainsi, il fournit des statuettes, souvent par paires, comme Le Sonneur d'oliphant, Esmeralda et Phoebus, tirées du roman de Victor Hugo, ou encore La Dame au faucon. Ce type de production était la seule manière de survivre et d'exister pour beaucoup de sculpteurs. Moine ne présenta rien au Salon entre 1837 et 1842. Il revient en 1843 avec des portraits au pastel.
De 1835 à 1840, Antonin Moine travaille avec Louis-Parfait Merlieux et Jean-Jacques Elshoecht à la réalisation de sculptures pour la fontaine des Mers et la fontaine des Fleuves, place de la Concorde à Paris, commandées par la mairie de Paris, propriétaire du lieu depuis 1828. Moine sculpte certaines des trois Néréides qui figurent sur chaque fontaine. En 1843, il termine une commande pour la cheminée de la salle des conférences au palais Bourbon, avec des figures inspirées de Michel-Ange et de la Renaissance italienne. Sa grande effigie en pied de Sully (1846) orne les jardins du Luxembourg à Paris.
Les témoignages de l'époque dépeignent Antonin Moine comme une figure emblématique de l'artiste romantique, incompris et désespéré. Il se suicide le 18 mars 1849. Pour certains chercheurs, ce sont la misère et le manque de commandes qui le conduisirent à cette mort violente, tandis que d'autres proposent d'y voir le résultat de tendances mélancoliques et suicidaires.
Un portrait d'Antonin Moine par Herminie Déhérain, exposé au Salon de 1833, est conservé au château de Versailles).

## Œuvres dans les collections publiques

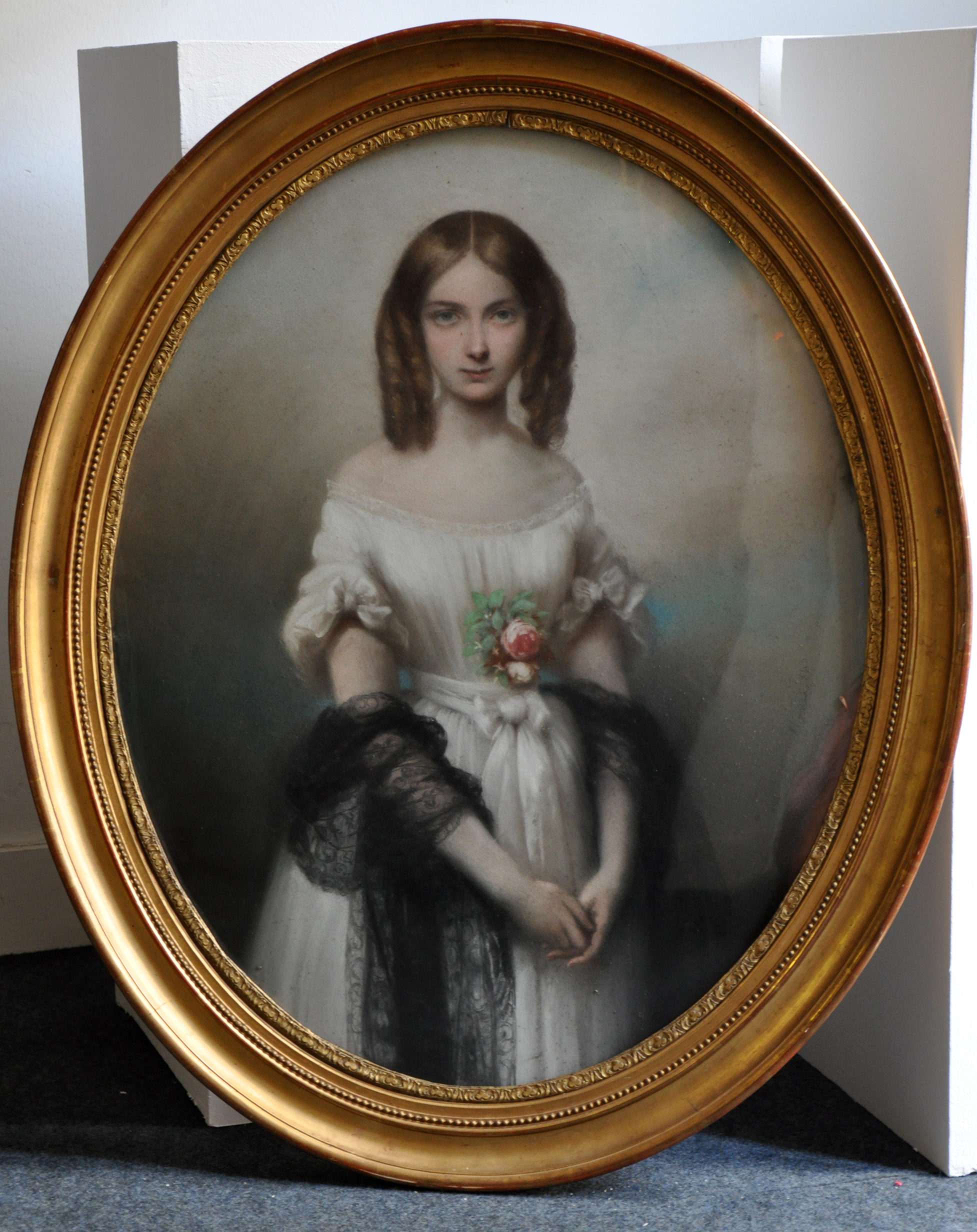
Portrait de Madame Henri Galos, née Isabelle Foy (1843), pastel, Bordeaux, musée des Arts décoratifs et du Design.

- Bordeaux, musée des Arts décoratifs et du Design : Portrait de Madame Henri Galos, née Isabelle Foy, 1843, pastel. Achat de la ville en rente viagère, collection Raymond Jeanvrot, 1958.
- Orléans, musée des Beaux-Arts :
  - Paysage oriental, effet de clair de lune, vers 1835, pastel, reprises au crayon graphite sur papier vergé tendu sur carton, 38 x 55 cm[9].
  - Paysage, effet de clair de lune, vers 1837, pastel, fusain et craie sur papier
  - Réduction du projet de bénitier pour la Madeleine, vers 1837-1840, bronze
- Paris :
  - église de la Madeleine :
    - Ange portant une navette, 1840, statue en marbre ;
    - Ange portant un encensoir, 1840, statue en marbre.

  - musée du Louvre :
    - Les Lutins en voyage, dits aussi Combat de gnomes sur un cheval ailé, 1831, tirage en plâtre patiné. Achat du musée en 1996.
    - Vase dit de la Renaissance, 1832

  - musée de la Vie romantique : 
    - Sully, bronze, don Charles Janoray, 2012 ;
    - Paysage avec ruine gothique, pastel, don Sylvain Bellenger et Jean-Loup Champion, 2012.
- Saint-Étienne, musée d'Art moderne et contemporain :
  - Le Sonneur d’oliphant, vers 1833, bronze. Achat Susse frères éditeurs, régularisation en 1899 ;
  - La Princesse Marie en tenue de sculpteur, vers 1840, biscuit ;
  - L'Enlèvement de Déjanire, vers 1825, huile sur toile ;
  - Figures, XIXe siècle, aquarelle, pierre noire, crayon de graphite et pastel sur papier ;
  - Paysage, avec figure veillant sur un troupeau, XIXe siècle, pastel sur papier ;
  - Paysage d'Italie, XIXe siècle, pastel sur papier.
- Tours, musée des Beaux-Arts : Chute d'un cheval et de son cavalier, vers 1831, plâtre patiné. Dépôt de la Société archéologique de Touraine en 1928.

Œuvres d'Antonin Moine
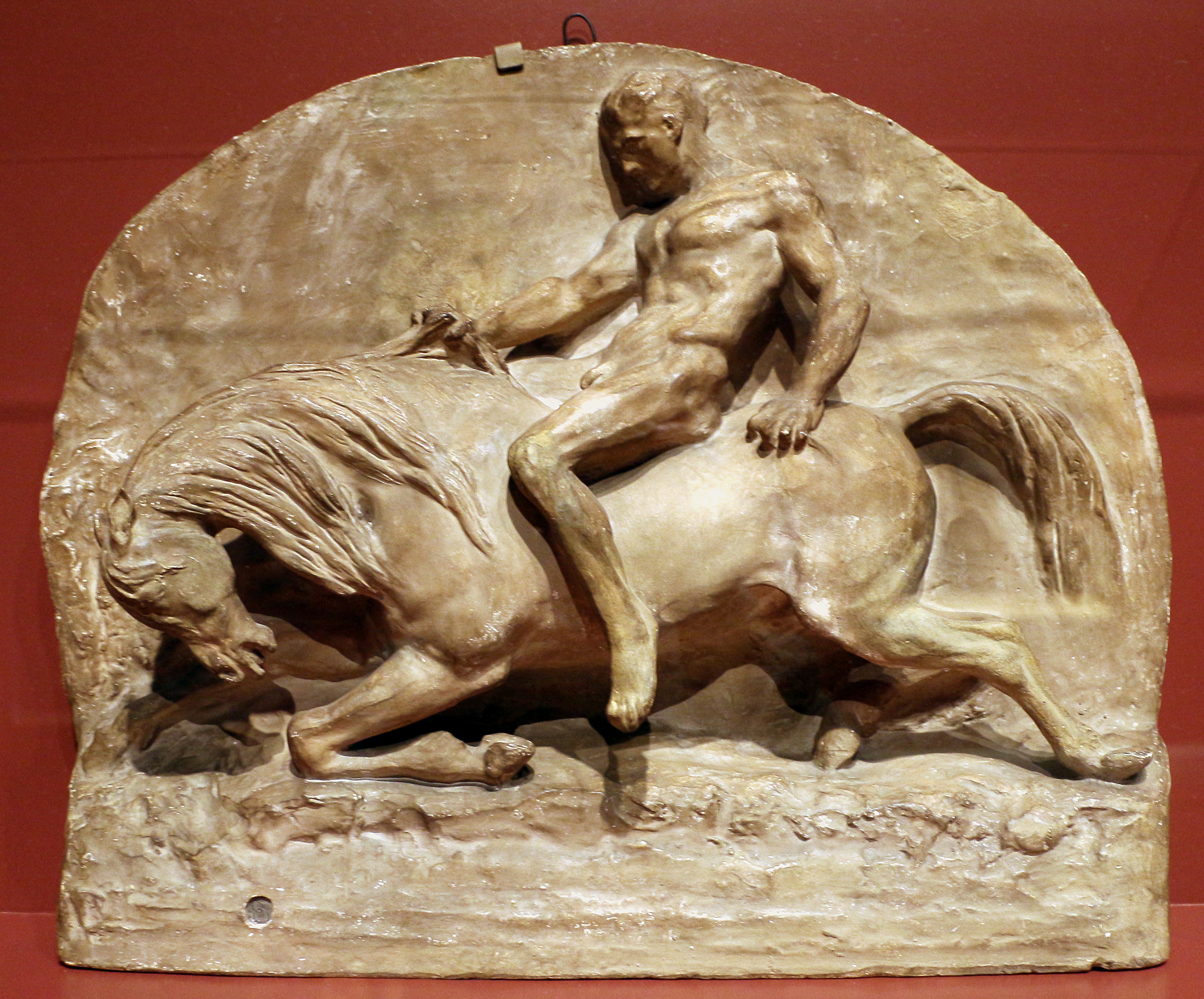
Chute d'un cavalier (1831), Art Institute of Chicago.
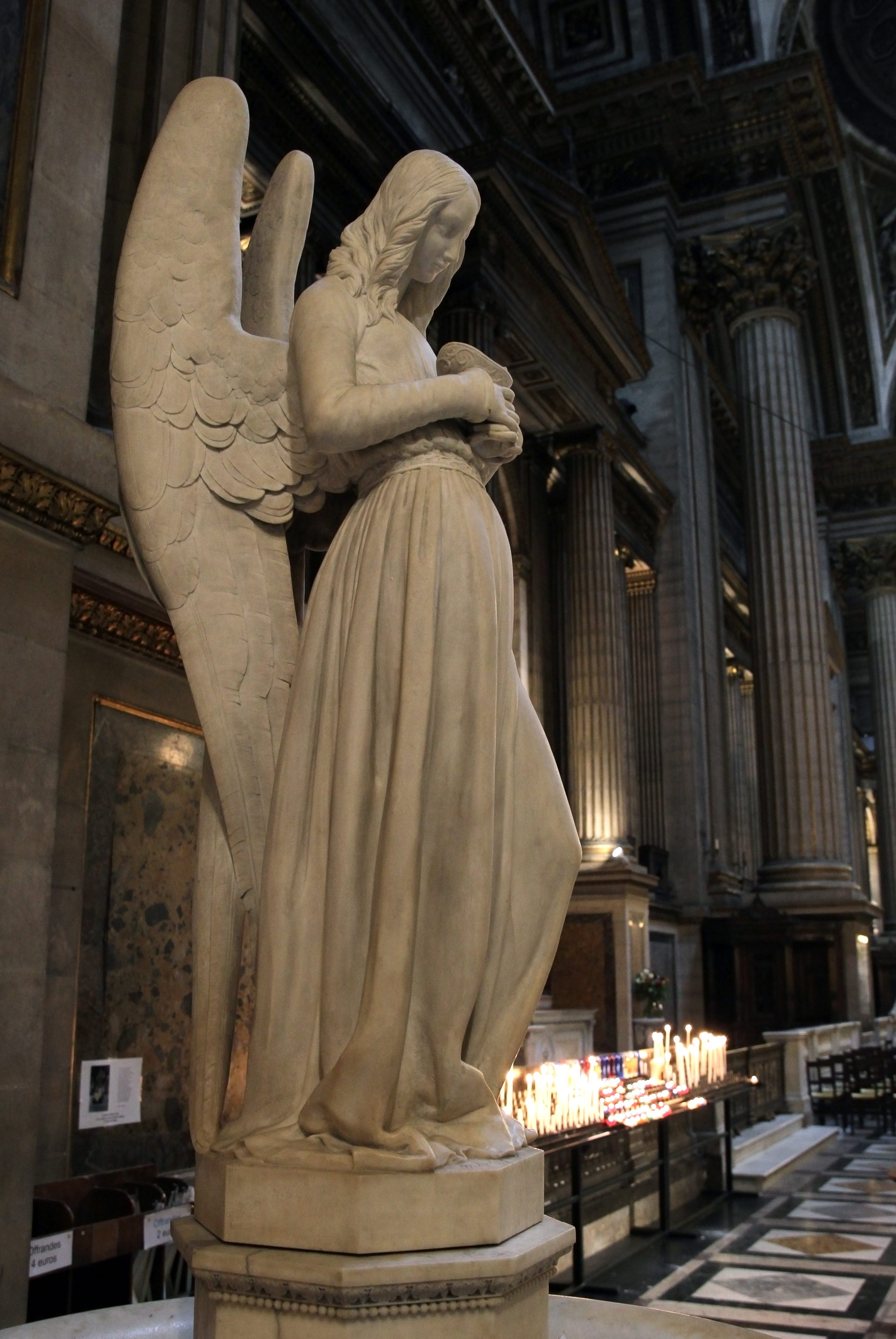
Ange portant une navette (1840), Paris, église de la Madeleine.
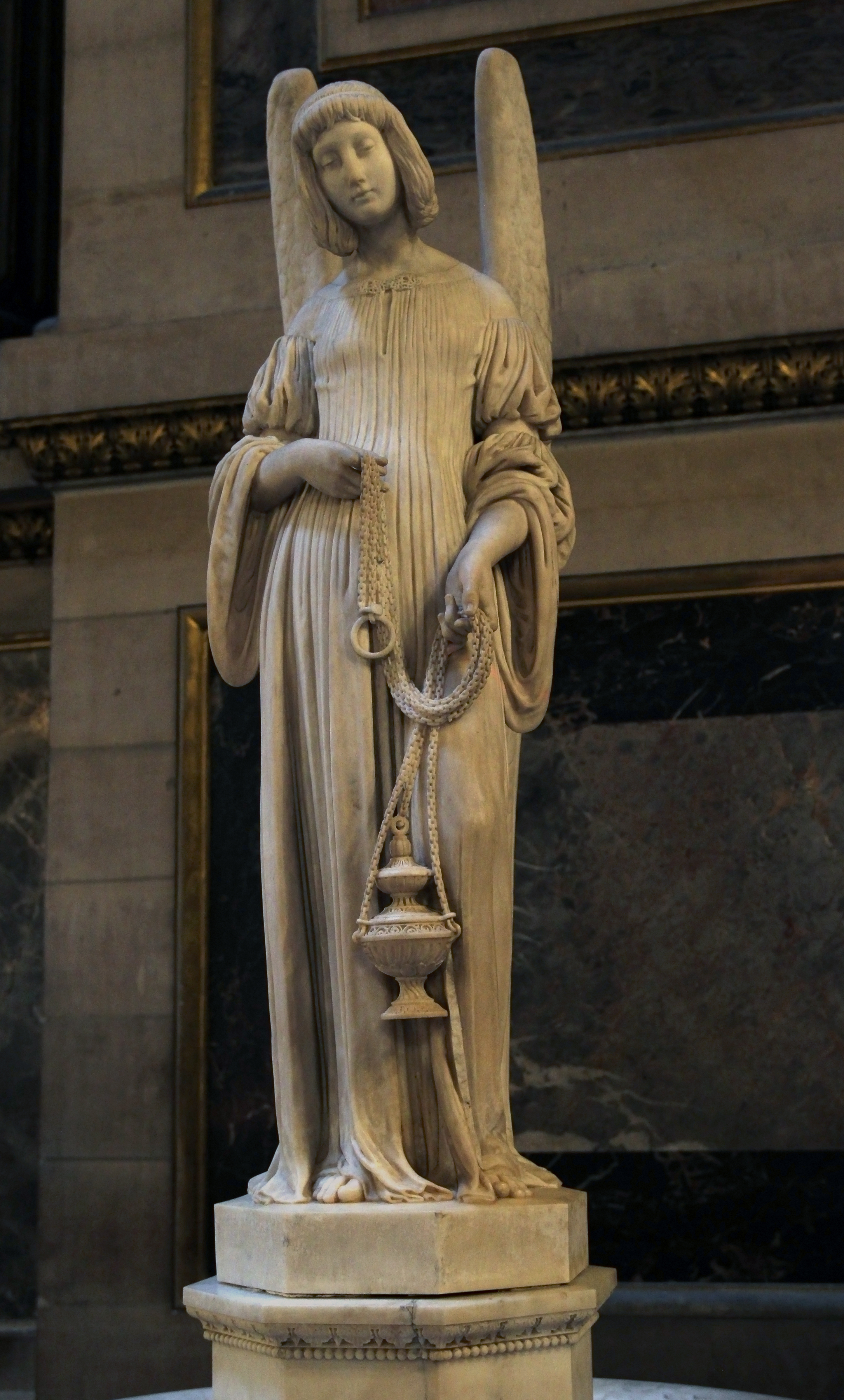
Ange portant un encensoir (1840), Paris, église de la Madeleine.